# Дребосъчетата: Филмът
„Дребосъчетата: Филмът“ (на английски: The Rugrats Movie) е американски анимационен филм от 1998 г., базиран от едноименния анимационен сериал от Nickelodeon, режисиран е от Игор Ковальов и Нортън Виргиен, по сценарий на Дейвид Н. Уейз и Дейвид Стърн. Това е първият пълнометражен филм на Nickelodeon Movies. Филмът излиза на екран на 20 ноември 1998 г.

## В България
През 2000 г. филмът се издава на VHS от Александра видео през 2000 г. с български дублаж.
На 14 август 2010 г. се излъчва по Нова телевизия с български войсоувър дублаж. Екипът се състои от преводач - Венета Маринова, и озвучаващи артисти - Силвия Лулчева, Елена Русалиева, Николай Николов и Васил Бинев.